# Zrenjanin
Zrenjanin (en serbio Зрењанин, latinizado Zreñanin, en húngaro: Nagybecskerek) es una ciudad de Serbia, capital del distrito de Banato Central, en la provincia de Voivodina. Situada a orillas del río Begej, a 47 kilómetros de Novi Sad, su población en el año 2002 era de 79 545 habitantes.

## Historia

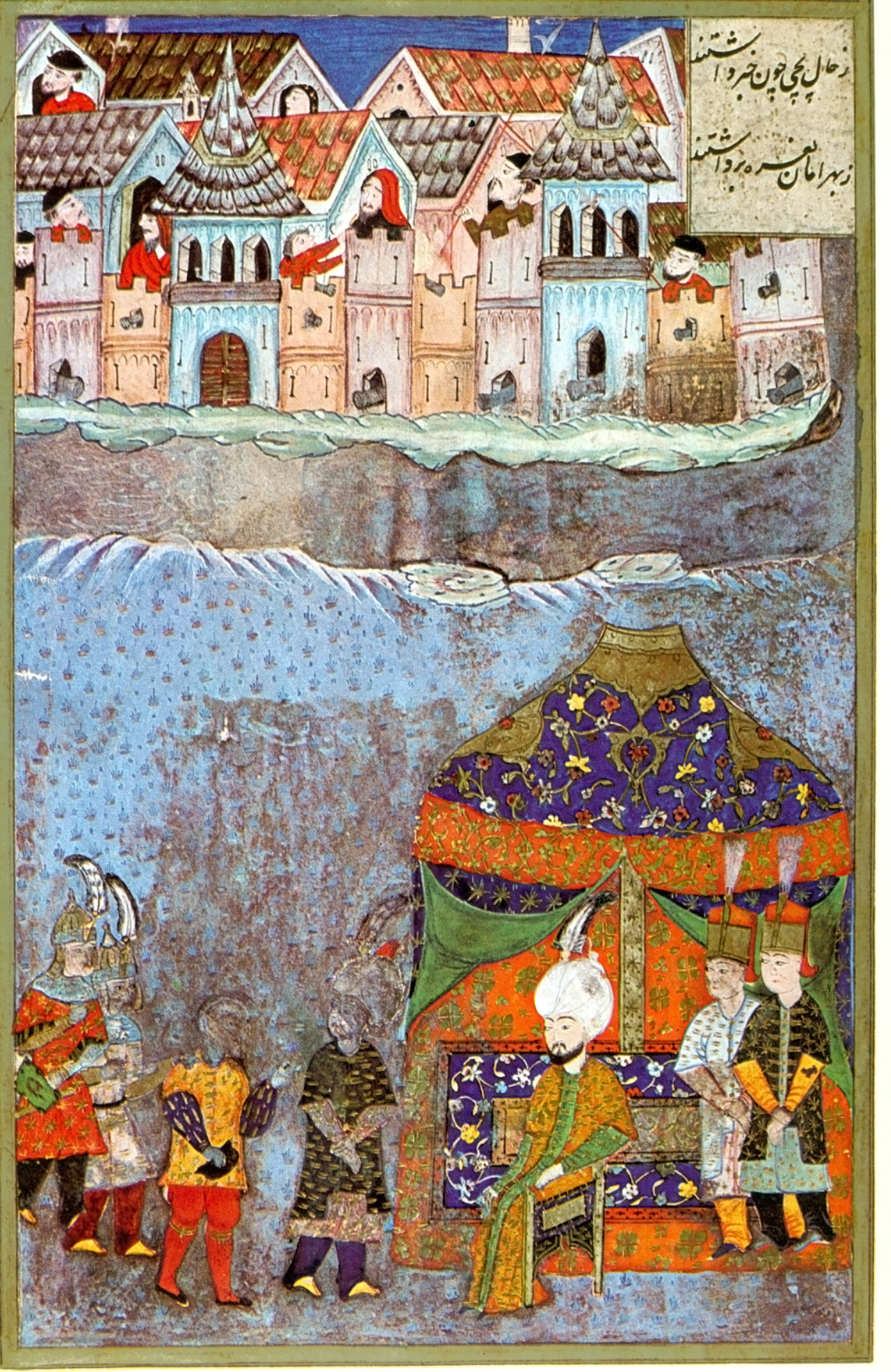
Rendición de Becskerek ante los otomanos en 1551

Ubicada en la región del Banato, la ciudad se conoció como Nagybecskerek cuando pasó a formar parte de Hungría, antes de 1919; a partir de ese año se constituyó en parte del Reino de los Serbios, Croatas y Eslovenos recibiendo el nombre de Veliki Beckerek hasta el fin de la década de 1930, y el de Petrovgrad durante la siguiente década.
En 1992 pasó a pertenecer a la República Federal de Yugoslavia, la cual cambió su nombre en febrero de 2003 por el de Serbia y Montenegro y posteriormente separados en Serbia y en Montenegro.

## Economía
Entre sus industrias destacan: la conservería de verduras, el refinado de azúcar, el molido de harina, la cervecera, la fabricación de maquinaria agrícola, el procesado de melazas y de pulpa de remolacha y la elaboración de productos lácteos; en las proximidades de esta ciudad se fabrican alfombras.

## Composición de la población
- Serbios (74.81 %).
- Magiares (10.76 %).
- Yugoslavos (1.93 %).
- Rumanos (1.9 %).
- Gitanos (1.87 %).
- Eslovacos (1.81 %).
- Otros (6.92 %).

## Transporte
La ciudad cuenta con un aeropuerto completamente restaurado, el aeropuerto de Zrenjanin, cuyos responsables tienen previsto en convertir en los próximos años en aeropuerto internacional.

## Ciudades hermanadas
- Timişoara (Rumanía)
- Arad (Rumanía)
- Békéscsaba (Hungría)